# Estación de Sarnia
Sarnia es una estación de tren de Via Rail en Sarnia, Ontario, Canadá. Es la terminal occidental de los trenes Via Rail que van desde Toronto hasta el suroeste de Ontario. La estación sin personal es accesible para sillas de ruedas. La estación incluye máquinas expendedoras, baños, un teléfono público y una zona de espera de tamaño mediano.
El tren 84 sale diariamente de Sarnia a las 08:40 y regresa como tren 87 a las 22:20.
El International fue operada conjuntamente por Via Rail y Amtrak entre Chicago y Toronto. El servicio, que había finalizado en 1971 por CN, se reinició en 1982 y se interrumpió nuevamente en 2004 debido a retrasos fronterizos y después del 11 de septiembre.
La Ruta 1 del Tránsito de Sarnia prestará servicio a la estación de tren a pedido y la conexión a la ruta Blue Water de Amtrak se puede realizar desde taxis transfronterizos entre Sarnia y Port Huron.
La estación de estilo gótico fue construida en 1891 por Grand Trunk Railway (y diseñada por el ingeniero Joseph Hobson) y luego adquirida por VIA Rail a través de CN